# Simon Raiwalui

a Compétitions nationales et continentales officielles uniquement.

b Matchs officiels uniquement.
Dernière mise à jour le 27 juin 2017.
Simon Vereniki Raiwalui, né le 8 septembre 1974 à Auckland (Nouvelle-Zélande), est un joueur international fidjien et entraîneur de rugby à XV évoluant au poste de deuxième ligne (2,01 m pour 133 kg).
Après sa carrière de joueur, il devient entraîneur d'abord dans son ancien club du Racing Métro, puis au Stade Français Paris rugby, avec Gonzalo Quesada et Jeff Dubois. En 2017, il suit Gonzalo Quesada qui quitte Paris pour rejoindre le Biarritz olympique. De 2018 à 2019, il est entraîneur des avants de l'Australie. En 2020, il devient manager général de la haute-performance au sein de la Fédération fidjienne de rugby à XV.
Depuis février 2023, il est sélectionneur de l'équipe des Fidji de rugby à XV.

## Carrière de joueur

### En club
Il met fin à sa carrière à la fin de la saison 2010-2011

### En équipe nationale
Il connaît sa première cape internationale le 14 juin 1997 à l’occasion d’un match contre l'équipe de Nouvelle-Zélande.
Simon Raiwalui a participé à la Coupe du monde 1999 (4 matchs).

## Carrière d'entraîneur
À la suite de la démission de Vern Cotter, Simon Raiwalui devient le nouveau sélectionneur de l'équipe des Fidji en février 2023.
| Saison      | Club               | Division | Poste  | Classement              | Coupe d'Europe             | Challenge Européen |
| ----------- | ------------------ | -------- | ------ | ----------------------- | -------------------------- | ------------------ |
| 2012 - 2013 | Racing Métro 92    | Top 14   | Avants | 6e, éliminé en barrages | Éliminé en poule           | -                  |
| 2014 - 2015 | Stade français     | Top 14   | Avants | Champion de France      | -                          | Éliminé en poule   |
| 2015 - 2016 | Stade français     | Top 14   | Avants | 12e                     | Éliminé en quart-de-finale | -                  |
| 2016 - 2017 | Stade français     | Top 14   | Avants | 7e                      | -                          | Vainqueur          |
| 2017 - 2018 | Biarritz olympique | Pro D2   | Avants | 6e, éliminé en barrages | -                          | -                  |

## Palmarès

### Joueur
- 43 sélections avec l'Équipe des Fidji de rugby à XV
- Sélections par année : 4 en 1997, 6 en 1998, 12 en 1999, 6 en 2000, 3 en 2001, 8 en 2002, 4 en 2006.
- 3 sélections avec l'équipe des Pacific Islanders en 2006.
- Champion de France de Pro D2 en 2009.

### Entraîneur
- Vainqueur du Championnat de France en 2014-2015
- Vainqueur du Challenge européen en 2017

### Distinction personnelle
- Nuit du rugby 2015 : Meilleur staff d'entraîneur du Top 14 (avec Gonzalo Quesada et Jean-Frédéric Dubois) pour la saison 2014-2015